# ایستگاه متروی شهرک شریعتی
ایستگاه متروی شهرک شریعتی یکی از ایستگاه‌های خط ۳ متروی تهران است که در ضلع شمال اتوبان شهید چراغی، نبش خیابان مهران واقع شده‌ است.
این ایستگاه که در تابستان سال ۱۳۹۰ شروع به ساخت و در تاریخ ۱۱ اسفند ۱۳۹۳ تأسیس شده‌است شامل ۱۱٬۰۰۰ مترمربع زیربنای می‌باشد قرار است در آینده، ایستگاه تقاطعی خط ۳ و خط ۸ متروی تهران شود.